# Feinkost

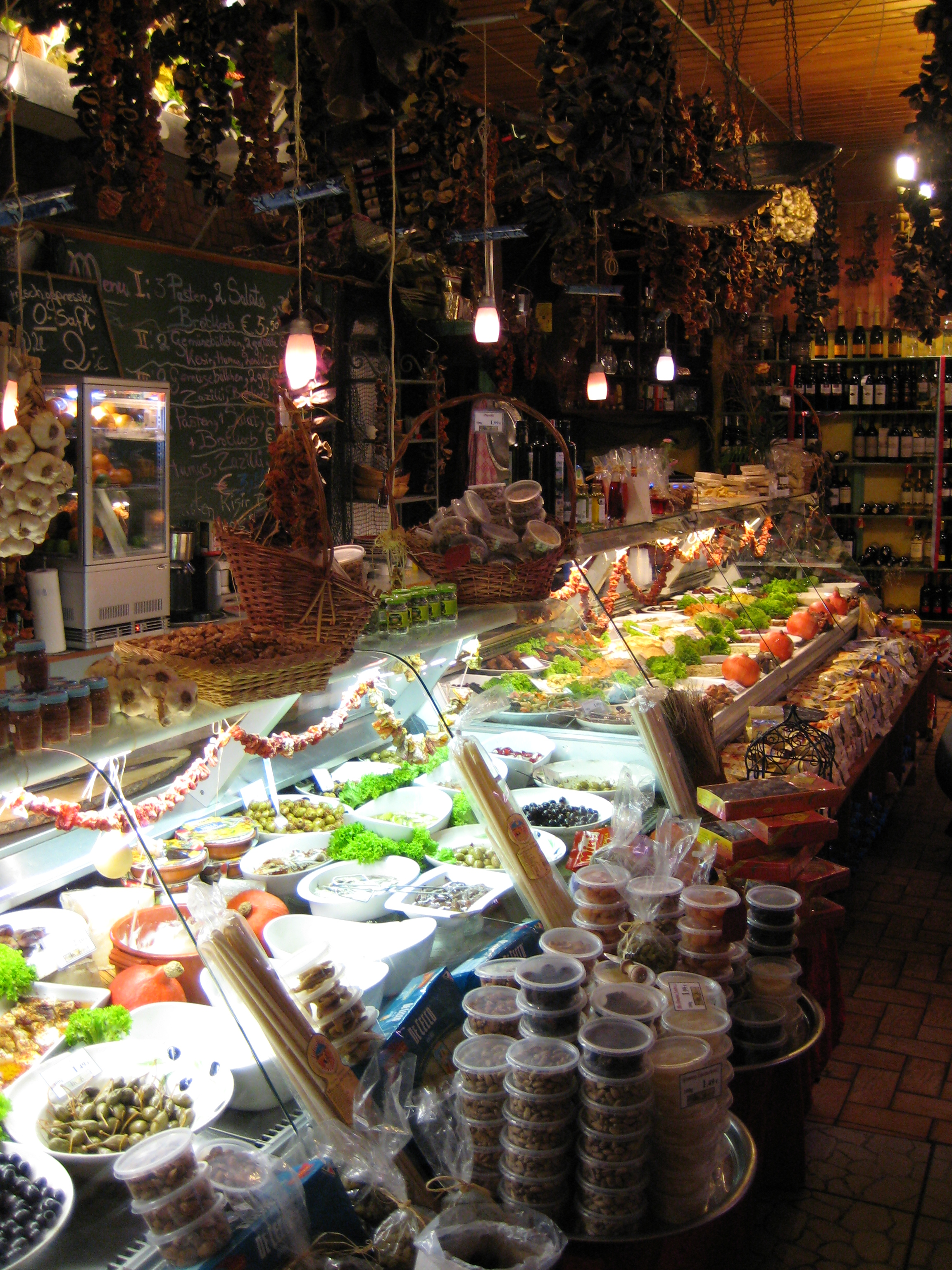
Theke in einem Feinkostladen

Als Feinkost (in der Schweiz ist zum Teil auch der etwas weitere Begriff Comestibles, französisch für Esswaren, in Gebrauch) werden besondere oder mit besonderer Sorgfalt ausgewählte Lebensmittel bezeichnet, die nicht zum alltäglichen Bedarf gehören wie Kaviar, Froschschenkel, Schnecken, Austern, Champagner oder exotische Gemüse und Früchte. Feinkosterzeugnisse sind zubereitete Lebensmittel besonderer Qualität wie feine Salate (Waldorfsalat, Geflügelsalate), Pasteten, Würzsaucen und Mayonnaisen, ausgewählte Käsesorten und Fleischfeinkostprodukte sowie einige Fertiggerichte wie Ragout fin oder Frikassee. Auch gut sortierte Fisch- und Meeresfruchtabteilungen, die oft das Standardangebot eines Fischhändlers übertreffen, werden dazu gerechnet.
Die Bezeichnung „Feinkost“ ist – wie das ähnliche „Delikatesse“ – nicht genauer zu definieren und gesetzlich nicht geregelt, kann also werblich beliebig verwendet werden. Lediglich für „Feinkostsalate“ existieren im Deutschen Lebensmittelbuch verbindliche Leitsätze.
Feinkosterzeugnisse werden in allen Sparten des Lebensmitteleinzelhandels angeboten, speziell im so genannten Feinkost- und Delikatessenhandel. Im allgemeinen Lebensmittelhandel wie in Supermärkten werden Feinkostartikel häufig gesondert präsentiert. Eine weitere Angebotsform ist der Spezialversandhandel. Für die anspruchsvolle Gastronomie gibt es Feinkostgroßhändler, die besonders hochwertige Lebensmittel und Produkte ein- und verkaufen.